# Межда
Межда (болг. Межда) — село в Болгарии. Находится в Ямболской области, входит в общину Тунджа. Население составляет 221 человек.

## Политическая ситуация
В местном кметстве Межда, в состав которого входит Межда, должность кмета (старосты) исполняет Диана Костова Димитрова (независимый) по результатам выборов правления кметства.
Кмет (мэр) общины Тунджа — Георги Стоянов Георгиев (коалиция в составе 2 партий: Болгарская социалистическая партия (БСП) и Болгарская социал-демократия (БСД)) по результатам выборов в правление общины.